# Венесуэльский боливар
Боли́вар (исп. bolívar) — сначала второстепенная (в 1871—1879 годах), а впоследствии основная (с 1879 по 2018 год) денежная единица Венесуэлы.
1 января 2008 года после деноминации (1000:1) национальная валюта Венесуэлы получила название боливар фуэрте (исп. bolívar fuerte — сильный боли́вар). И хотя на новых банкнотах осталось прежнее наименование — боливар (исп. bolívar), в стандарте ISO 4217, а также в других основанных на нём классификаторах валют (например, в Общероссийском классификаторе валют) с 2008 года использовался термин «боливар фуэрте» (англ. bolivar fuerte). В августе 2012 года в стандарте ISO 4217 национальной валюте Венесуэлы было возвращено прежнее наименование — боли́вар. В Общероссийском классификаторе валют в 2008—2016 годах указывалось название валюты «боливар фуэрте», с 2016 года — «боливар».
Коды в стандарте ISO 4217: буквенные — VEB (до 2008 года), VEF (с 2008 года); цифровые — соответственно 862 и 937.
24 февраля 2016 года название валюты на английском языке в ISO 4217 было изменено с «Bolivar» на «Bolívar» (буква i была заменена на í).
20 августа 2018 года был заменён на суверенный боливар.

## История

### Боливар
Боливар был введён в 1879 году, заменив недолго существовавший венесолано в соотношении 5 боливаров = 1 венесолано. Первоначально боливар был основан на серебряном стандарте Латинского валютного союза (1 боливар = 4,5 г чистого серебра). Решение правительства в 1887 году сделало золотой боливар неограниченным законным платёжным средством, и золотой стандарт вступил в полную эксплуатацию в 1910 году. Венесуэла заменила золото на серебро в 1930 году, и в 1934 году боливар обменный курс был зафиксирован в размере 3,914 боливара = 1 доллар США, переоценивался до 3,18 боливара = 1 доллар США в 1937 году, курс, продолжался до 1941 года. До 18 февраля 1983 года (этот день получил название «Чёрная пятница»), боливар был наиболее стабильной валютой региона. С тех пор, однако, он стал жертвой высокой девальвации.
В денежном обращении до 1 января 2008 года находились:
- банкноты номиналом в 50 000, 20 000, 10 000, 5000, 2000, 1000, 500, 100, 50, 20, 10 и 5 боливаров;
- металлические монеты достоинством 500, 100, 50, 25, 5, 2 и 1 боливар, а также 50, 25, 10 и 5 сентимо.

### Боливар фуэрте
7 марта 2007 года правительство Венесуэлы объявило о том, что с 1 января 2008 года в стране будет проведена деноминация в соотношении 1000 к 1. Новое официальное название валюты — боливар фуэрте, сильный боливар. При этом было отмечено, что название «сильный боливар» будет использоваться только временно, в течение периода обмена.
Центральный банк Венесуэлы продвигал новую валюту под лозунгом: Una economía fuerte, un bolívar fuerte, un país fuerte (букв. «Сильная экономика, сильный боливар, сильная страна»).
С 8 января 2010 года фиксированный курс был понижен с 2,15 до 2,6 боливара за доллар по операциям, связанными с импортом продуктов питания и товаров здравоохранения, и до 4,3 боливара за доллар для «ненужного» импорта (автомобили, нефтехимическая продукция и электроника). С 4 января 2011 года курс был зафиксирован на уровне 4,3 боливара за доллар для обоих случаев. В ноябре 2013 года на «чёрном рынке» давали уже 10 боливаров, а в марте 2014 года 50-52 боливара за доллар.
На начало февраля 2015 года официальный курс боливара составлял 6,35 за американский доллар и 7,20 за евро. Неофициальный обменный курс на начало 2015 года составлял уже около 150 боливаров за доллар.
В обращение были введены банкноты достоинством 2, 5, 10, 20, 50 и 100 боливаров, а также монеты номиналом 1, 5, 10, 12½, 25, 50 сентимо и 1 боливар.

### Суверенный боливар
Сложная экономическая ситуация привела к гиперинфляции в Венесуэле. Президент Николас Мадуро объявил о предстоящей с 4 июня 2018 года деноминации боливара (1000:1), новая валюта получила название «суверенный боливар» (исп. bolívar soberano), обозначение валюты — Bs. S. Были представлены новые монеты достоинством 50 сентимо и 1 боливар и банкноты в 2, 5, 10, 20, 50, 100, 200 и 500 боливаров.
Однако затем было объявлено о переносе срока деноминации на 60 дней с возможным последующим продлением срока ещё на 30 дней. В качестве причины изменения срока было названо обращение руководителей банков, которым понадобилось дополнительное время для перенастройки платёжных систем и устройств для выдачи и приёма банкнот.
25 июля 2018 года Николас Мадуро объявил об окончательных сроках (20 августа) и курсу обмена (100 000:1) новых банкнот на старые. Кроме того, было заявлено, что курс новой национальной валюты будет привязан к криптовалюте Petro, также регулируемой венесуэльским правительством

## Монеты

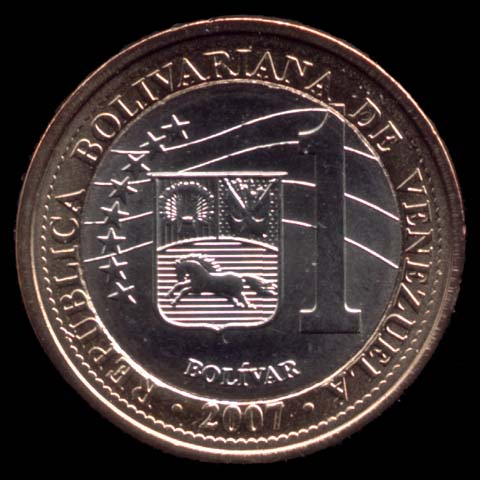
1 боливар 2007 года

В 1879 году были введены серебряные монеты номиналом ½, 1, 2 и 5 боливаров, а также золотая монета в 20 боливаров. Золотая монета 100 боливаров была также выпущена в период между 1886 и 1889 годами. В 1894 году серебряная ¼ боливара была введена, а затем медно-никелевые 5 и 12 ½ сентимо в 1896 году.
В 1912 году производство золотых монет прекратилась, в то время как производство монет 5 боливаров из серебра продолжилось в 1936 году. В 1965 году никелевые монеты заменили серебряные в 25 и 50 сентимо, то же произошло с 1 и 2 боливарами в 1967 году. В 1971 году были выпущены медно-никелевая монета 10 сентимо. Никелевая 5 боливаров была введена в 1973 году. Многослойная сталь была использована для 5 сентимо с 1974 года. Никель и многослойная сталь были использованы для всех монет от 25 сентимо до 5 боливаров в 1989 году.
В 1998 году после периода высокой инфляции были введены новые монеты:
- 10 боливаров
- 20 боливаров
- 50 боливаров
- 100 боливаров
- 500 боливаров
- 1000 боливаров (выпущена в 2005 и 2006 годах, но в обороте почти не встречалась)[14]

Все монеты похожего дизайна. На одной стороне отчеканены профиль Симона Боливара и надпись «Bolívar Libertador» внутри семиугольника, символизирующего семь звёзд с национального флага. На другой — национальный герб, надпись «Венесуэла» и дата выпуска монеты. В 2000 году реверс был немного изменён, герб уменьшен в размерах и стал располагаться в левой части монеты и номинал в правой.
В 2007 году выпущен новый набор монет: 1, 5, 10, 12½, 25, 50 сентимо, и 1 боливар. Монета 1 сентимо редко использовалась, и цена обычно округлялась до 5 сентимо.

## Банкноты
В 1940 году Центральный банк Венесуэлы отпечатал банкноты, введённые в 1945 году в обращение, номиналом 10, 20, 50, 100 и 500 боливаров. Банкнота номиналом 5 боливаров были введены между 1966 и 1974 годами, но позже заменена монетой. В 1989 году выпуск банкнот 1, 2 и 5 боливаров прекращён.
В связи с инфляцией введены банкноты номиналом 1000 боливаров в 1991 году, 2000 и 5000 боливаров в 1994 году, 10 000, 20 000 и 50 000 боливаров в 1998 году.
| Серия до 1998 года | Серия до 1998 года | Серия до 1998 года  | Серия до 1998 года | Серия до 1998 года                              | Серия до 1998 года                                               |
| Изображение        | Изображение        | Номинал (боливаров) | Год выпуска        | Лицевая сторона                                 | Оборотная сторона                                                |
| Лицевая сторона    | Оборотная сторона  | Номинал (боливаров) | Год выпуска        | Лицевая сторона                                 | Оборотная сторона                                                |
| ------------------ | ------------------ | ------------------- | ------------------ | ----------------------------------------------- | ---------------------------------------------------------------- |
|                    |                    | 1                   | 1989               | Симон Боливар                                   | Номинал                                                          |
|                    |                    | 2                   | 1989               | Симон Боливар                                   | Номинал                                                          |
|                    |                    | 5                   | 1989               | Симон Боливар и Франсиско де Миранда            | Национальный пантеон Венесуэлы                                   |
|                    |                    | 10                  | 1981               | Антонио Хосе де Сукре                           | Гравюра с картины Эрреры Торо "Триумф Сукре в битве при Аякучо"  |
|                    |                    | 10                  | 1995               | Симон Боливар и Антонио Хосе де Сукре           | Памятник битве при Карабобо                                      |
|                    |                    | 20                  | 1995               | Хосе Антонио Паэс                               | Памятник битве при Карабобо                                      |
|                    |                    | 50                  | 1972               | Андрес Бельо                                    | Здание Центрального банка Венесуэлы в Каракасе                   |
|                    |                    | 100                 | 1989               | Симон Боливар                                   | Дворец Национальной ассамблеи Венесуэлы                          |
|                    |                    | 500                 | 1981               | Симон Боливар                                   | букет орхидей                                                    |
|                    |                    | 1000                | 1991               | Симон Боливар                                   | Подписание Декларации независимости                              |
|                    |                    | 2000                | 1994               | Антонио Хосе де Сукре                           | Битва при Хунине                                                 |
|                    |                    | 5000                | 1994               | Симон Боливар и его герб                        | Репродукция картины Хуана Ловера «19 апреля 1810 года»           |
|                    |                    | 10 000              | 1998               | Симон Боливар                                   | Театр Терезы Карреньо                                            |
|                    |                    | 20 000              | 1998               | Симон Родригес и водопад Анхель на заднем плане | Попугай Сине-жёлтый ара и водопад Анхель                         |
| Серия 1998—2006    |                    |                     |                    |                                                 |                                                                  |
|                    |                    | 1000                | 1998               | Симон Боливар                                   | ветвь орхидей, Серро эль Авила и Национальный пантеон Венесуэлы  |
|                    |                    | 2000                | 1998               | Андрес Бельо                                    | изображение астры и вид на Пик Боливара                          |
|                    |                    | 5000                | 2000               | Франсиско Миранда                               | Изображение двух рыб-ангелов и панорама гидроэлектростанции Гури |
|                    |                    | 10 000              | 2000               | Антонио Хосе де Сукре                           | бабочка и Дворец правосудия                                      |
|                    |                    | 20 000              | 2000               | Симон Родригес на фоне водопада Анхель          | сине-жёлтый ара и водопад Анхель                                 |
|                    |                    | 50 000              | 1998               | Президент Варгас                                | сквер перед Университетом Каракаса                               |

### Боливар фуэрте
Банкноты номиналом 2, 5, 10, 20, 50 и 100 боливаров (размер всех банкнот одинаковый — 156×70 мм).
Все банкноты датированы одной датой: 20 марта 2007 года.
| Серия 2007 года | Серия 2007 года   | Серия 2007 года     | Серия 2007 года                | Серия 2007 года    | Серия 2007 года       | Серия 2007 года             |
| Изображение     | Изображение       | Номинал (боливаров) | Основные цвета                 | Описание           | Описание              | Описание                    |
| Лицевая сторона | Оборотная сторона | Номинал (боливаров) | Основные цвета                 | Лицевая сторона    | Оборотная сторона     | Водяной знак                |
| --------------- | ----------------- | ------------------- | ------------------------------ | ------------------ | --------------------- | --------------------------- |
|                 |                   | 2                   | синий, голубой, коричневый     | Франсиско Миранда  | амазонский дельфин    | Франсиско Миранда, номинал  |
|                 |                   | 5                   | коричневый, оранжевый, розовый | Педро Камехо       | гигантский броненосец | Педро Камехо, номинал       |
|                 |                   | 10                  | коричневый, лиловый, синий     | Гуаикайпуро        | большая гарпия        | Гуаикайпуро, номинал        |
|                 |                   | 20                  | розовый, фиолетовый, синий     | Луиза де Арисменди | бисса                 | Луиза де Арисменди, номинал |
|                 |                   | 50                  | зелёный, жёлтый, голубой       | Симон Родригес     | очковый медведь       | Симон Родригес              |
|                 |                   | 100                 | коричневый, жёлтый, розовый    | Симон Боливар      | огненный чиж          | Симон Боливар, номинал      |

26 октября 2016, в связи с галопирующей инфляцией, правительство Венесуэлы выпустило в обращение банкноты достоинством 500, 1000, 2000, 5000, 10 000 и 20 000 боливаров.
| Серия 2016 года | Серия 2016 года   | Серия 2016 года     | Серия 2016 года    | Серия 2016 года    | Серия 2016 года       | Серия 2016 года             |
| Изображение     | Изображение       | Номинал (боливаров) | Основные цвета     | Описание           | Описание              | Описание                    |
| Лицевая сторона | Оборотная сторона | Номинал (боливаров) | Основные цвета     | Лицевая сторона    | Оборотная сторона     | Водяной знак                |
| --------------- | ----------------- | ------------------- | ------------------ | ------------------ | --------------------- | --------------------------- |
|                 |                   | 500                 | серый, голубой     | Франсиско Миранда  | Амазонский дельфин    | Франсиско Миранда, номинал  |
|                 |                   | 1000                | фиолетовый         | Педро Камехо       | Гигантский броненосец | Педро Камехо, номинал       |
|                 |                   | 2000                | коричневый         | Гуаикайпуро        | Большая гарпия        | Гуаикайпуро, номинал        |
|                 |                   | 5000                | зелёный            | Луиза де Арисменди | Бисса                 | Луиза де Арисменди, номинал |
|                 |                   | 10 000              | голубой            | Симон Родригес     | Очковый медведь       | Симон Родригес              |
|                 |                   | 20 000              | розовый, оранжевый | Симон Боливар      | Огненный чиж          | Симон Боливар, номинал      |
|                 |                   | 100 000             | жёлтый, зелёный    | Симон Боливар      | Огненный чиж          | Симон Боливар, номинал      |

1 ноября 2017 года президент Венесуэлы Николас Мадуро анонсировал введение в обращение банкноты достоинством 100 000 боливаров.

## Режим валютного курса

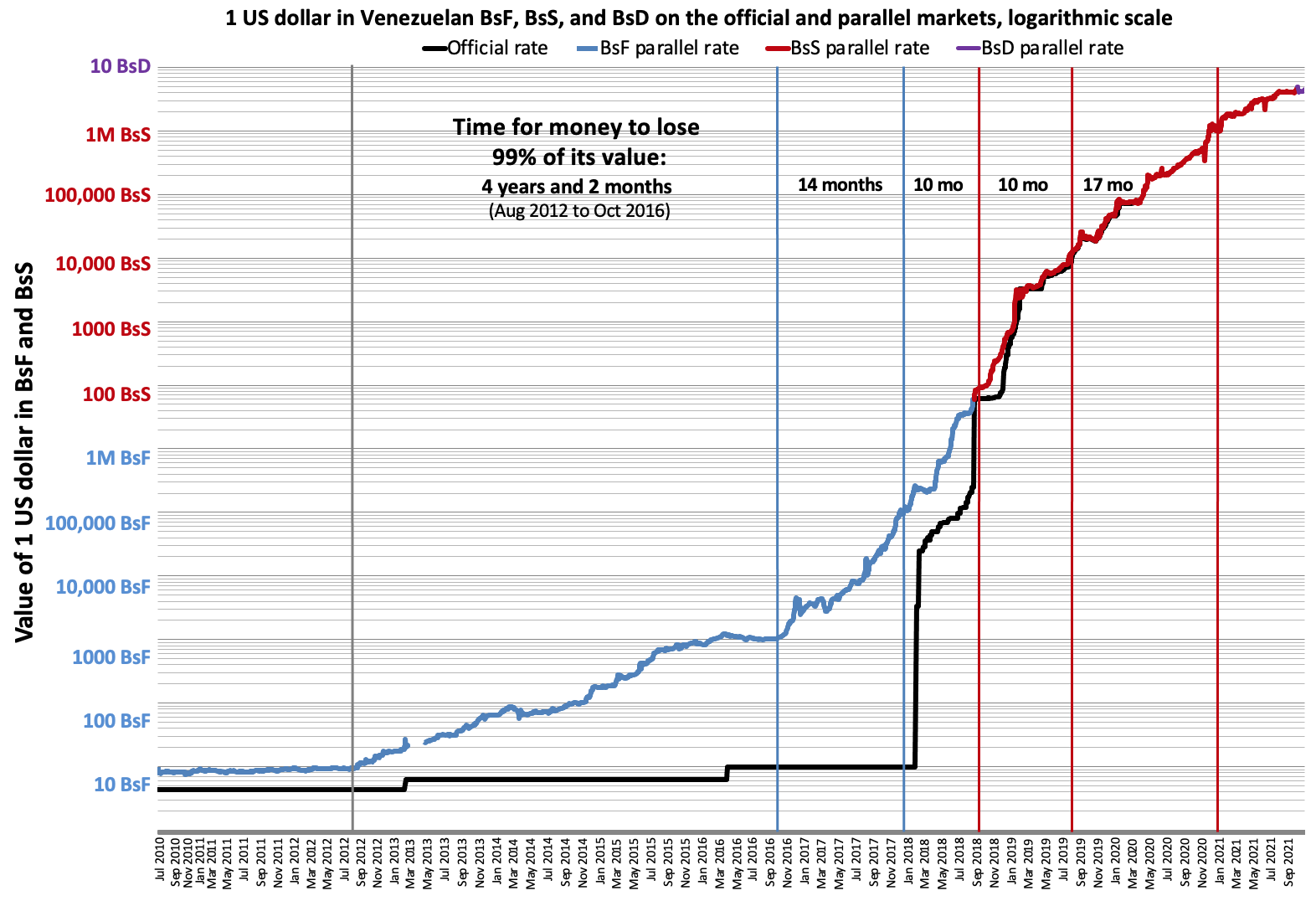
Логарифмический график изменения официального и неофициального (на чёрном рынке) курса боливара к доллару в 2010—2018 годах. Голубые вертикальные линии обозначают время падения неофициального курса на новые 90 % по сравнению с предыдущей точкой отсчёта.

Венесуэльский боливар не являлся свободно-конвертируемой валютой. По состоянию на май 2011 года, курс боливара был зафиксирован по отношению к доллару США (USD) в соотношении 4,3 боливара за доллар. В феврале 2013 года была проведена девальвация валюты на 46,5 %, курс составил 6,3 боливара за доллар. 18 февраля 2016 года президент Мадуро установил курс 10 боливаров за доллар.
В Венесуэле покупка валюты частными лицами запрещена, поэтому наряду с официальным курсом существует курс чёрного рынка, который существенно отличается от официального. В ноябре 2013 года курс чёрного рынка превышал официальный примерно в 10 раз и составлял около 60 боливаров за доллар. С падением стоимости нефти в 2014 году в стране начался серьёзный экономический кризис, что отразилось на динамике цен чёрного рынка валюты. В сентябре 2014 года за доллар давали уже 100 боливаров, в феврале 2015 года 200 боливаров, в мае 2015 года 275 боливаров, в сентябре 2015 года 730 боливаров, в феврале 2016 года 1000 боливаров, в октябре 2016 года около 1200 боливаров, а в ноябре 2016 года, в связи с выпуском купюр достоинством в 20 000 боливаров, курс доллара превысил 1500 боливаров. Несмотря на некоторое повышение цены на нефть вследствие соглашения стран — экспортеров нефти в ноябре 2016 года, курс боливара продолжал падать и к концу марта 2017 года колебался вокруг отметки 3500 боливаров за 1 доллар США. На конец июня 2017 года курс на чёрном рынке составлял уже около 8000 боливаров за доллар. В связи с обострением внутриполитической и экономической обстановки в Венесуэле на 1 августа 2017 года за 1 доллар давали уже 12 000 боливаров, а 4 августа 2017 года — 18 000 боливаров. По состоянию на конец ноября 2017 года курс доллара на чёрном рынке Венесуэлы достиг почти 100 тысяч боливаров за 1 доллар. По состоянию на конец мая 2018 года курс доллара США превысил 990 000 боливаров. 4 июня 2018 года курс превысил 1 400 000 боливаров за доллар, а 11 июня 2018 года, после переноса намечавшейся на июнь деноминации — 2,2 миллиона боливаров. По состоянию на 17 августа 2018 года курс доллара на чёрном рынке превысил 5 миллионов боливаров.
Ряд интернет-сайтов (например, DolarToday), публикуют неофициальные ежедневные котировки реального обменного курса.